# Inter Proto Series
La Inter Proto Series (en japonés: インタープロトシリーズ, romanizado: Intā Puroto Shirīzu), comúnmente conocida por sus iniciales ips es una serie de automovilismo monomarca con sede en Japón fundada en el año 2013.

## Visión general
Fundada por Masanori Sekiya, un expiloto de carreras que se convirtió en el primer ganador general japonés de las 24 Horas de Le Mans.
Aunque es una carrera de una sola marca, pilotos profesionales como Yuhi Sekiguchi, Ronnie Quintarelli, Takuya Kurosawa y Hironobu Yasuda, que están activos en categorías superiores como Super Formula y Super GT, se unen a pilotos caballeros para controlar una misma máquina en común. La característica principal es que tiene un mecanismo para compartir y pelear la carrera.
Además, muchos equipos que están activos en las principales categorías de Japón, como Tomei Sports, (( 東名スポーツ) B-MAX ( B-MAX RACING) e Inging (ja: INGING), están compitiendo y brindan el apoyo técnico y la hospitalidad, como la provisión de salones exclusivos, son sustanciales.
Desarrollada como una máquina específicamente diseñada para dicha serie, el Kuruma (japonés: クルマ, 車, literalmente: automóvil)  está equipado con una carrocería ligera y un motor de baja potencia, y al eliminar los dispositivos de control electrónico como el ABS, los conductores profesionales no solo pueden competir en igualdad de condiciones, sino que se caracteriza por estar diseñada para el propósito de ayudar a los conductores caballeros a mejorar sus habilidades de conducción de carreras.

## El automóvil (Kuruma)
El automóvil monomarca "Kuruma" está equipado con un motor V6 de 4 litros en posición central. Tiene un chasis hecho de marcos de fibra de carbono y marco de tubo espacial cubierto con una carrocería de fibra de vidrio y pesa alrededor de 1.100 kg. Dicho motor es un Motor Toyota GR ajustado por TOM'S y la potencia máxima es de 340 HP a 6400 rpm. La transmisión adopta una paleta de cambios secuencial de 6 velocidades. Desde la perspectiva del desarrollo del conductor, los dispositivos de control electrónico como ABS y TCS están básicamente excluidos.

## Monomarca Lexus IS F CCS-R
En la serie también existe una monomarca dedicada exclusivamente a la versión de competición CCS-R (Circuit Club Sports Racer) del Lexus IS F de la generación XE20 (la segunda). Dichos vehículos de competición tienen un motor 2UR-GSE de 5.0 litros, el cual es un motor V8 en posición delantera. Tiene una potencia máxima de 423 HP a 6600 rpm y un par motor máximo de 505 Nm.

## Campeones
| Año  | Campeón            |
| ---- | ------------------ |
| 2013 | Ryō Hirakawa       |
| 2014 | Ryō Hirakawa       |
| 2015 | Ryō Hirakawa       |
| 2016 | Yuichi Nakayama    |
| 2017 | Yuhi Sekiguchi     |
| 2018 | Ronnie Quintarelli |
| 2019 | Sho Tsuboi         |
| 2020 | Nirei Fukuzumi     |
| 2021 | Nirei Fukuzumi     |
| 2022 | Sho Tsuboi         |